# Малотернівський заказник
Малотернівський — ландшафтний заказник місцевого значення. 
Заказник розташований поблизу с. Вербки Павлоградського району Дніпропетровської області.
Площа заказника — 975,0 га, створений у 2011 році.